# Мірошниченко Ігор Володимирович
Ігор Володимирович Мірошниченко (нар. 15 грудня 1957 року, Київ, УРСР, СРСР ) — російський воєначальник українського походження, командувач 4-ї армії ВПС та ППО (2007—2009), командувач 1-го командування ВПС та ППО ( 2009— -лейтенант авіації, Заслужений військовий льотчик Російської Федерації, Льотчик-снайпер .

## Біографія
Народився 15 грудня 1957 року в Києві Української РСР. В 1973 року вступив, а в 1975 році закінчив Московське Суворовське військове училище. У 1975 році вступив, а у 1979 році закінчив Чернігівське вище військове авіаційне училище льотчиків .
- 1979 - 1982 роках - проходив службу льотчиком у 787-му винищувальному авіаполку ВПС ДСВГ .
- 1982 - 1988 роках - проходив службу льотчиком, командиром ланки у 179-му гвардійському винищувальному авіаполку, заступником командира та командиром ескадрилії у 156-му винищувально-бомбардувальному авіаполку ВПС Туркестанського військового округу .
- 1991 році - закінчив з відзнакою Військово-повітряну академію імені Ю. А. Гагаріна [1] .
- 1991 - 1992 роках - проходив службу заступником командира 378-го окремого штурмового авіаполку ВПС Білоруського військового округу .
- 1992 - 2002 роках - проходив службу заступником командира штурмового авіаполку, командиром 404-го винищувального авіаполку (1996-2001), командиром змішаної авіадивізії (2001-2002) ВПС Далекосхідного військового округу .
- 2004 році - закінчив з відзнакою Військову академію Генерального штабу Збройних Сил Російської Федерації.
- 2004 – 2007 роках– проходив службу командиром 51-го корпусу ППО Північно-Кавказького військового округу .

18 січня 2007 року указом Президента РФ призначений командувачем 4-ї армії ВПС та ППО Південного військового округу.
У грудні 2009 року указом Президента РФ призначено командувачем 1-го Ленінградського командуванням ВПС і ППО Західного військового округу  .
У травні 2011 року указом Президента РФ звільнено з посади.
Брав участь в Афганській війні, виконував завдання в складі Колективних миротворчих сил у Республіці Таджикистан .

## Нагороди
- Орден "За військові заслуги" (1996)
- Орден «За службу Батьківщині у Збройних Силах СРСР» ІІІ ступеня (1990)
- Медаль "За бойові заслуги" (1985)
- Заслужений військовий льотчик Російської Федерації
- Премія Уряду Російської Федерації за значний внесок у розвиток Військово-повітряних сил (17 грудня 2012) – за організацію та керівництво будівництвом та розвитком Військово-повітряних сил на відповідних командних посадах [3]

## Кваліфікація
- Льотчик-снайпер, освоїв МіГ-23 (і його модифікації), Су-17М3, Су-25, Су-27 .